# Monte Unzen
O Monte UZEN (em japonês 雲仙岳, Unzendake) é um complexo vulcânico activo constituído por diversos estratovulcões parcialmente sobrepostos, perto da cidade de Shimabara, província de Nagasaki, na ilha de Kyūshū, Japão.
Em 1792, o colapso de diversas das suas cúpulas de lava provocou um tsunami que matou cerca de 15 000 pessoas. Este foi o pior desastre relacionado com vulcanismo registado no país. O vulcão encontrou-se em actividade entre 1990 e 1995, tendo ocorrido uma grande erupção em 1991 que gerou um fluxo piroclástico que matou 43 pessoas, incluindo três vulcanologistasius.
Os seus picos de maior elevação são atualmente o Fugendake (普賢岳), a 1 359 m e o Heisei Shinzan (平成新山) a 1 486 m. Este último surgiu durante as erupções da epónima era Heisei (iniciada em 1989).

## História eruptiva

### Até 1989

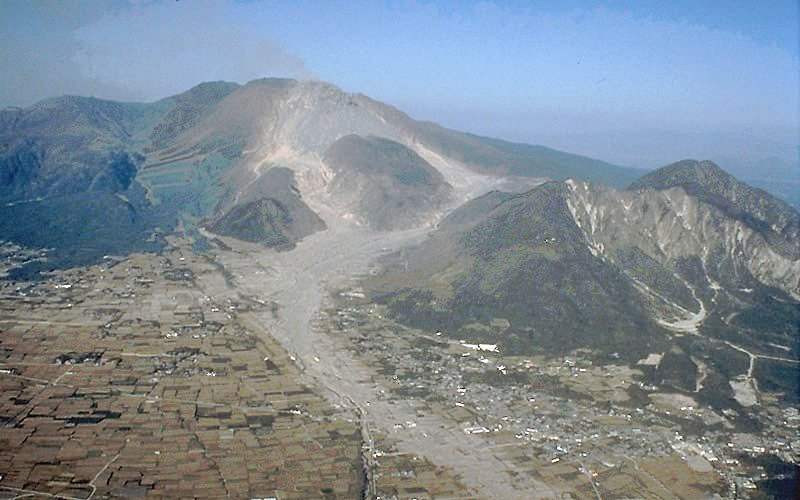
O Monte Unzen, mostrando extensos depósitos de lahar e fluxos piroclásticos.

O Monte Unzen situa-se na península de Shimabara, que tem um historial de vulcanismo de milhares de anos. Os mais antigos depósitos vulcânicos na região datam de há mais de seis milhões de anos, tendo ocorrido fortes erupções na península entre 2,5 e 0,5 milhões de anos atrás.

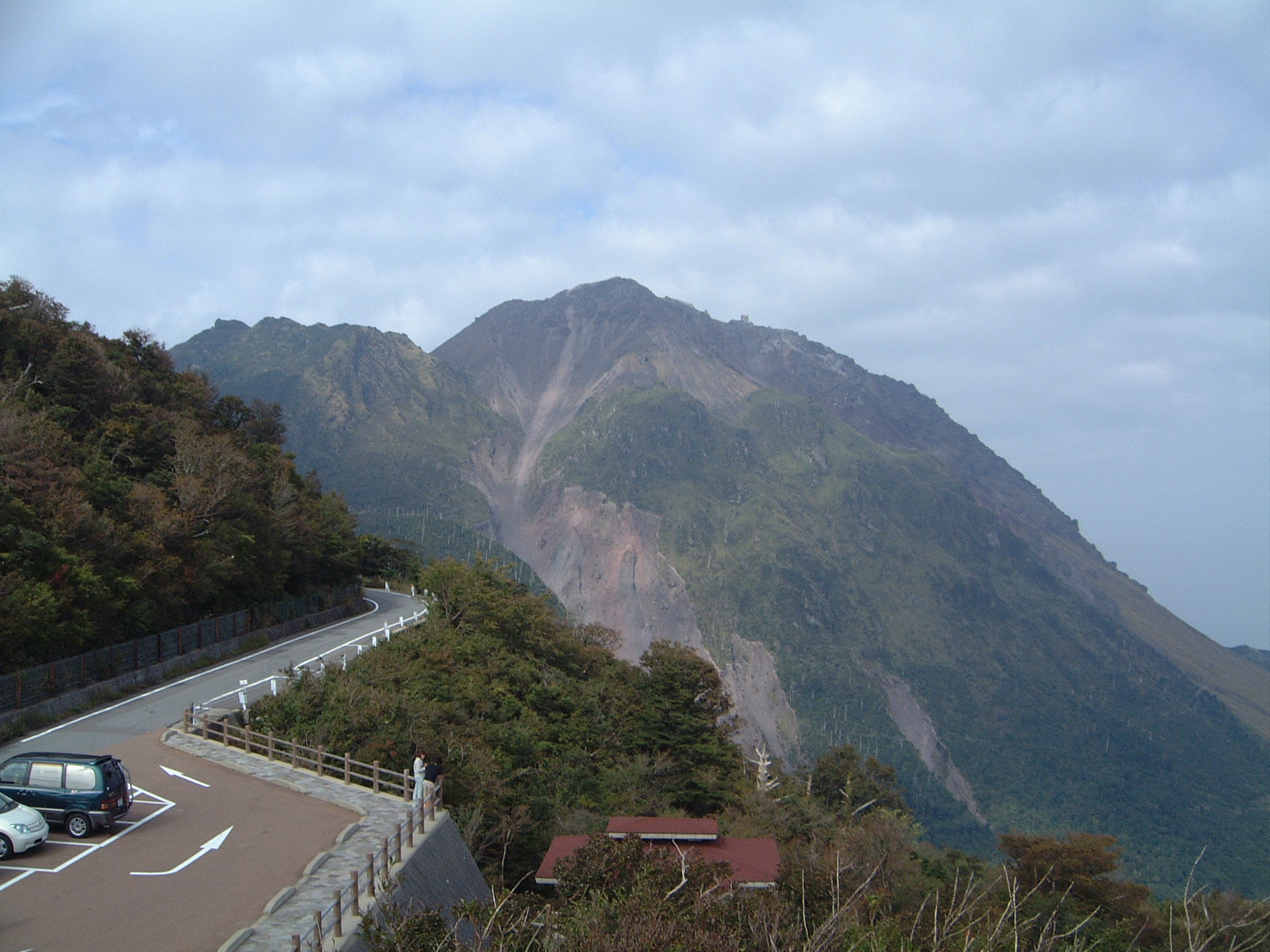
Os picos Fugen (esquerda) e Heisei-Shinzan (direita) do Monte Unzen. O último é uma cúpula de lava que emergiu durante a actividade eruptiva de 1990-1995. Vista de Nita Pass (Novembro de 2005).

As origens do complexo de Unzen estão ligadas à formação de um graben por falhas geológicas. Tal causou a subsidência de partes da península até 1 000 m abaixo no nível das águas do mar, além de poder ter causado a localização da atividade eruptiva num local dentro do graben. Erupções de lava dacítica iniciaram-se num local ligeiramente a sul do Monte Unzen atual e migraram para norte ao longo do tempo.
O vulcão cresceu rapidamente nos seus primeiros 200 000 anos, formando um grande cone. Erupções nos 150 000 anos seguintes preencheram a maior parte do graben. No início, a actividade vulcânica era dominada por fluxos de cinza e lava andesítica, mudando para fluxos de pedra-pomes dacítica e depósitos entre 500 000 e 400 000 anos atrás. No período compreendido entre os 400 000 e os 300 000 anos atrás, houve um aumento de depósitos de lahar e fluxo piroclástico; estes formam a maior parte da área em redor do vulcão. Entre os 300 000 e os 150 000 anos atrás, depósitos freatomagmáticos espessos foram sedimentando, sugerindo que a subsidência do vulcão no seu graben foi relativamente rápida durante este período.
Tem ocorrido actividade desde há 150 000 anos em diversos locais do complexo vulcânico, que resultaram em quatro cúpulas em diferentes alturas: os cumes vulcânicos Nodake (70 000 a 150 000 anos de idade), Myokendake (25 000 a 40 000 anos), Fugendake (menos de 25 000 anos) e Mayuyama (4000 anos). O Fugendake é o local com maior número de erupções dos últimos 20 000 anos, situando-se a cerca de seis quilómetros do centro de Shimabara.
A erupção mais mortífera do Unzen ocorreu em 1792, quando um grande fluxo de lava dacítica foi expelida do Fugendake. O lado leste da cúpula Mayuyama colapsou de forma inesperada após um sismo pós-erupção, criando uma avalanche e um tsunami que resultou em 15 000 feridos. Este é o pior desastre vulcânico registado no Japão.

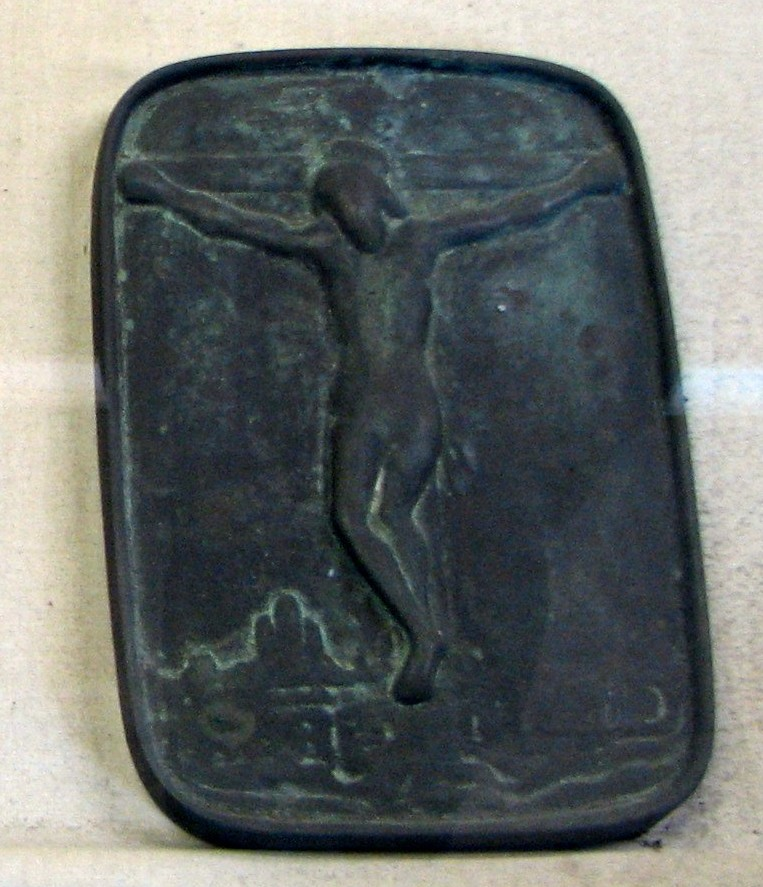
Um fumie.

No século XVII, o governo japonês usava o fumie para detetar católicos. Os fumie eram imagens de Jesus ou da Virgem Maria; o governo ordenava às populações pisar tais imagens para provar que não eram simpatizantes ou praticantes do catolicismo. Aqueles mostrando relutância em pisar tais imagens eram enviados para Nagasaki, onde eram forçados a recusar a sua fé. Os que recusavam eram condenados à morte, sendo lançados para dentro do Monte Unzen.

### 1990–1995

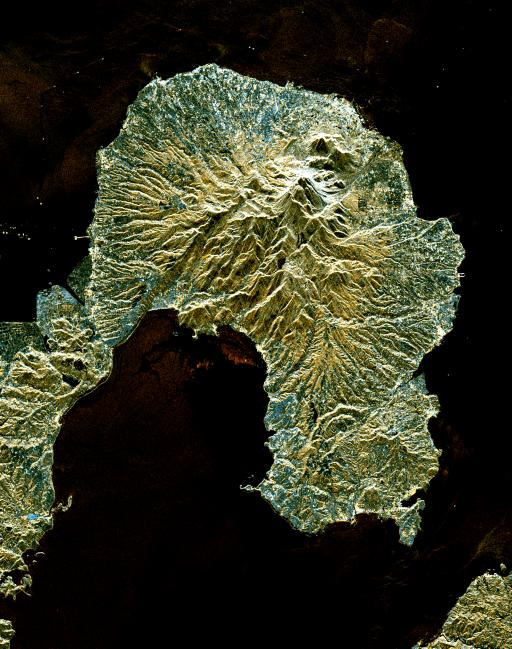
Imagem espacial do Unzen.

Após 1792, o vulcão permaneceu dormente até Novembro de 1989, quando uma série de sismos se iniciou a 20 km de profundidade e 10 km oeste de Fugendake. Os sismos continuaram no ano seguinte, com os seus hipocentros migrando gradualmente em direcção ao monte. As primeiras erupções freáticas iniciaram-se em Novembro de 1990 e, após um aumento na área do cume, começou a ser expelida nova lava a 20 de Maio de 1991.
Com a ameaça de eventos mais desastrosos, as autoridades evacuaram de emergência 12 000 residentes da área. No dia 3 de Junho de 1991, o vulcão entrou em erupção violenta, possivelmente como resultado da despressurização da coluna de magma após um aluimento na cratera. Um fluxo piroclástico estendeu-se a 4,5 km da cratera e vitimou 43 cientistas e jornalistas.
Entre 1991 e 1994, o vulcão emitiu pelo menos 10 000 fluxos piroclásticos, destruindo cerca de duas mil casas (foi nesses eventos que  o célebre Casal Katia Krafft e Maurice Krafft morreram em 1991). A partir de 1993, a velocidade de efusão da lava diminuiu gradualmente, tendo as erupções terminado em 1995. Desde então, diversos lahars foram provocados por forte precipitação. Foram construídos diques em diversos vales fluviais de modo a canalizar os lahars, e desenvolvidos e implementados sistemas de aviso e evacuação.
O Monte Unzen foi declarado em 1991 pelas Nações Unidas como um dos "vulcões da década" (Decade Volcano), parte da Década Internacional para a Redução de Desastres Naturais, devido à violenta história do vulcão e a sua localização numa área densamente povoada.

## O projecto de perfuração científica do Unzen

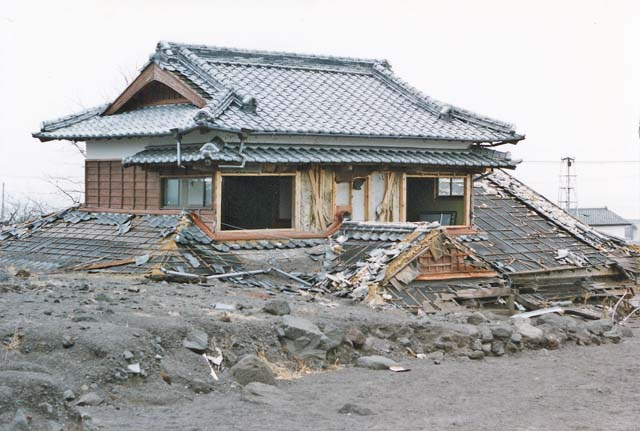
A devastação provocada pela erupção do Monte Unzen em 1991.

Foi iniciado em 1999 um projecto de perfuração no Monte Unzen para a recolha de amostras de magma na conduta da erupção de 1990-1995. O projecto tinha como missão investigar algumas das questões fundamentais da Vulcanologia, tais como o porquê de o magma circular sempre nas mesmas condutas apesar de solidificar nelas após cada erupção, e como pode haver perda suficiente de gases na ascensão do magma resultando numa erupção efusiva, em vez de explosiva. 
A perfuração iniciou-se com testes de modo a estabelecer a viabilidade do projecto. Foram efectuados dois furos, a 750 m e a 1 500 m, estudando-se o material extraído para determinar a história eruptiva do Unzen. Um terceiro furo a 350 m foi feito para testar os métodos a serem usados no projecto final.
A perfuração principal foi iniciada em 2003, no lado norte do vulcão, tendo sido feito um furo com 45 cm de diâmetro num ângulo de 25º a partir da vertical. A maiores profundidades, o ângulo foi variado até atingir os 75º aos 800 m. Em Julho de 2004, foi atingida a conduta desejada, aos 1995 m, em vez dos 1 800 m que eram esperados (a 1 500 m abaixo do topo do vulcão). A temperatura da conduta era de cerca de 155 °C, muito mais baixa que as estimativas prévias que apontavam para pelo menos 500 °C. Esta diferença foi atribuída à circulação hidrotermal que acelerou o arrefecimento do magma nos nove anos após o fim da erupção.

## Bibliográfia
- Hoshizumi H., Uto K., Matsumoto A. (2001), Core stratigraphy of the Unzen Scientific Drilling: Volcanic History of the Unzen Volcano, Kyūshū, SW Japan, American Geophysical Union, Fall Meeting 2001
- Hoshizumi H., Uto K., Matsumoto A., Kurihara A. (2004), Growth History Of Unzen Volcano, Kyūshū, Japan, American Geophysical Union, Fall Meeting 2004
- Sakuma S., Nakada S., Uto K. (2004), Unzen Scientific Drilling Project: Challenging drilling operation into the magmatic conduit shortly after eruption, American Geophysical Union, Fall Meeting 2004
- Uto K., Hoshizumi H., Matsumoto A., Oguri K., Nguyen H. (2001), Volcanotectonic history of Shimabara Peninsula and the evolution of Unzen volcano in Southwest Japan, American Geophysical Union, Fall Meeting 2001
- Uto K., Nakada S., Shimizu H., Sakuma S., Hoshizumi H. (2004), Overview and the achievement of the Unzen Scientific Drilling Project,  American Geophysical Union, Fall Meeting 2004